# Endopeptidaza La
Endopeptidaza La (EC 3.4.21.53, ATP-zavisna serinska proteinaza, lon proteinaza, proteaza La, proteinaza La, ATP-zavisna lon proteinaza, ATP-zavisna proteaza La, Escherichia coli proteinaza La, Escherichia coli serinska proteinaza La, gen lon proteaza, gen lon proteini, PIM1 proteaza, PIM1 proteinaza, serinska proteaza La) je enzim. Ovaj enzim katalizuje sledeću hemijsku reakciju
Hidroliza proteina u prisustvu ATP
Ovaj enzim je produkt lon gena u Escherichia coli.

## Literatura
- Nicholas C. Price; Lewis Stevens (1999). Fundamentals of Enzymology: The Cell and Molecular Biology of Catalytic Proteins (Third изд.). USA: Oxford University Press. ISBN 019850229X.
- Eric J. Toone (2006). Advances in Enzymology and Related Areas of Molecular Biology, Protein Evolution (Volume 75 изд.). Wiley-Interscience. ISBN 0471205036.
- Branden C; Tooze J. Introduction to Protein Structure. New York, NY: Garland Publishing. ISBN 0-8153-2305-0.
- Irwin H. Segel. Enzyme Kinetics: Behavior and Analysis of Rapid Equilibrium and Steady-State Enzyme Systems (Book 44 изд.). Wiley Classics Library. ISBN 0471303097.

## Spoljašnje veze
- Endopeptidase+La на 